# Volvo 260
Volvo 260 med varianterna 262C (coupé), 262 (2-dörrars sedan), 264 (sedan) och 265 (herrgårdsvagn), är en personbil tillverkad av Volvo i den då nya fabriken Volvoverken i Kalmar, men bilen byggdes även i Göteborg och i Gent.

## Historik
Volvo 260 var lyxvarianten av Volvo 240 med mer utrustning och en sexcylindrig V-motor. Den fanns med två (både som sedan och coupé) såväl som fyra och fem dörrar (262, 264 respektive 265). Den förstnämnda versionen är mycket sällsynt och tillverkades i 3 329 exemplar, huvudsakligen för den nordamerikanska marknaden. Fyrdörrarsversionen tillverkades i totalt 132 390 exemplar medan 265 gjordes i 35 061 exemplar.
Till skillnad mot föregångaren 164 hade 264 i stort sett identisk karossform med familjebilen 244, detta tack vare att bilen hade en V6-motor i stället för en rak 6:a som föregångaren 164. Det som skilde 240- och 260-serien utvändigt var en något högre grill med ett till en början något annorlunda Volvomärke samt motorhuv och till en början strålkastarna som var rektangulära på 260 och runda på 240. Inför årsmodell 1979 fick Volvo 240 kvadratformade strålkastare och inför årsmodell 1980 rektangulära diton. Därefter var det bara huven och grillen som avvek från 240. När 260 lagts ner fick först de exklusivare 240-modellerna och under modellåret 1985 alla 240 samma huv som 260 haft. Grillen var dock olika. Under årsmodellerna 1979-1982 fanns även Volvo 240 GLT med V6-motorn från 260. Den blev dock ingen större succé, eftersom det skilde ganska lite i effekt från den fyrcylindriga B23E, som var billigare, bränslesnålare och mer driftsäker. GLT 6 sålde ändå betydligt bättre än 264 GLE eftersom den hamnade i en lägre förmånsklass, och ofta var extrautrustad till samma pris och utrustningsnivå.
Motorn, PRV-motorn, var utvecklad tillsammans med de franska biltillverkarna Peugeot och Renault. Den kunde fås med antingen förgasare (B27A) eller insprutning (B27E). Motorn fick tidigt rykte om sig att vara opålitlig och många motorer fick renoveras redan efter några år p g a utslitna vipparmar och sjunkande cylinderfoder. Peugeot och Renault hade inte alls samma problem med sina motorer, vilket kan förklaras med att Volvos kunder var vana vid motorer som tålde att man fuskade med serviceintervaller och underhåll. En motor tillverkad av aluminium kräver regelbundet byte av kylarvätska, och om man väntade för länge mellan oljebytena uppstod problem med smörjningen. En o-ring som tätade en oljekanal i motorblocket hade också tendens att bli otät och släppa in luftbubblor i oljan, vilket var förödande för kamaxlarna och vipparmarna. En del av problemen åtgärdades relativt snabbt, och när B27 ersattes av B28 inför 1982 års modell var motorn betydligt mer driftsäker. 
Sedan och coupé-modellerna gick ur produktion kring 1982 då de ersattes av Volvo 760 i sedanutförande medan kombimodellen fortsatte att tillverkas fram tills 1985 då denna ersattes av Volvo 760 kombi. Noterbart är att modellen på slutet av sin levnad endast benämndes "260" eftersom Volvo ändrat sina namngivningsmetoder. [källa behövs]
Coupévarianten av modellen gjordes vid Volvos 50-årsjubileum 1977 – Volvo 262 C. Denna kupéversion tillverkades av Bertone i 6 622 exemplar till och med årsmodell 1981.
En tredörrars halvkombivariant, Volvo 263, tillverkades som designkoncept men sattes aldrig i serieproduktion.
Modellen kan inte kallas bensinsnål, i synnerhet inte i kombination med den gamla automatlådan – som var 3-stegad. Många bilägare bytte därför till manuell växellåda lite senare under bilens livscykel, bränsleåtgången kunde då sjunka med 0,4-0,5 liter/mil. Detta gäller också föregångaren typ 164. En del bilar fick även motorn utbytt mot B21 eller B23, både för att få ner bränsleförbrukningen och för att originalmotorn ofta drabbades av nedslitna kamaxlar och sjunkna cylinderfoder.
En specialversion med förlängd kaross tillverkades under namnet Volvo 264TE och såldes till bland annat Östtysklands statsledning. DDR importerade även 1000 st exemplar av en specialmodell (244 DLS) som såg ut som en 264, men var en 244 under skalet.

## Prestanda
Volvo 264 GLE manuell. B27E 148 hk/DIN. Acc från 0 till 100 km/h 10,5 sek, Acc från 0 till 160 km/h 34,4 sek. Toppfart 184,6 km/h. Källa: Auto, motor & sport nr 2-1979. 
Volvo 265 GL manuell. B27E 148 hk/DIN. Acc 0 till 100 km/h 11,8 sek. Acc från 0 till 160 km/h 40,1 sek. Toppfart 180,0 km/h. Källa: Auto, motor & sport nr 19-1979.

## Galleri

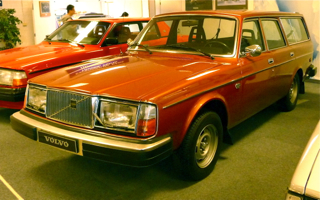
Herrgårdsvarianten Volvo 265 med PG Gyllenhammars röda 262 C i bakgrunden.
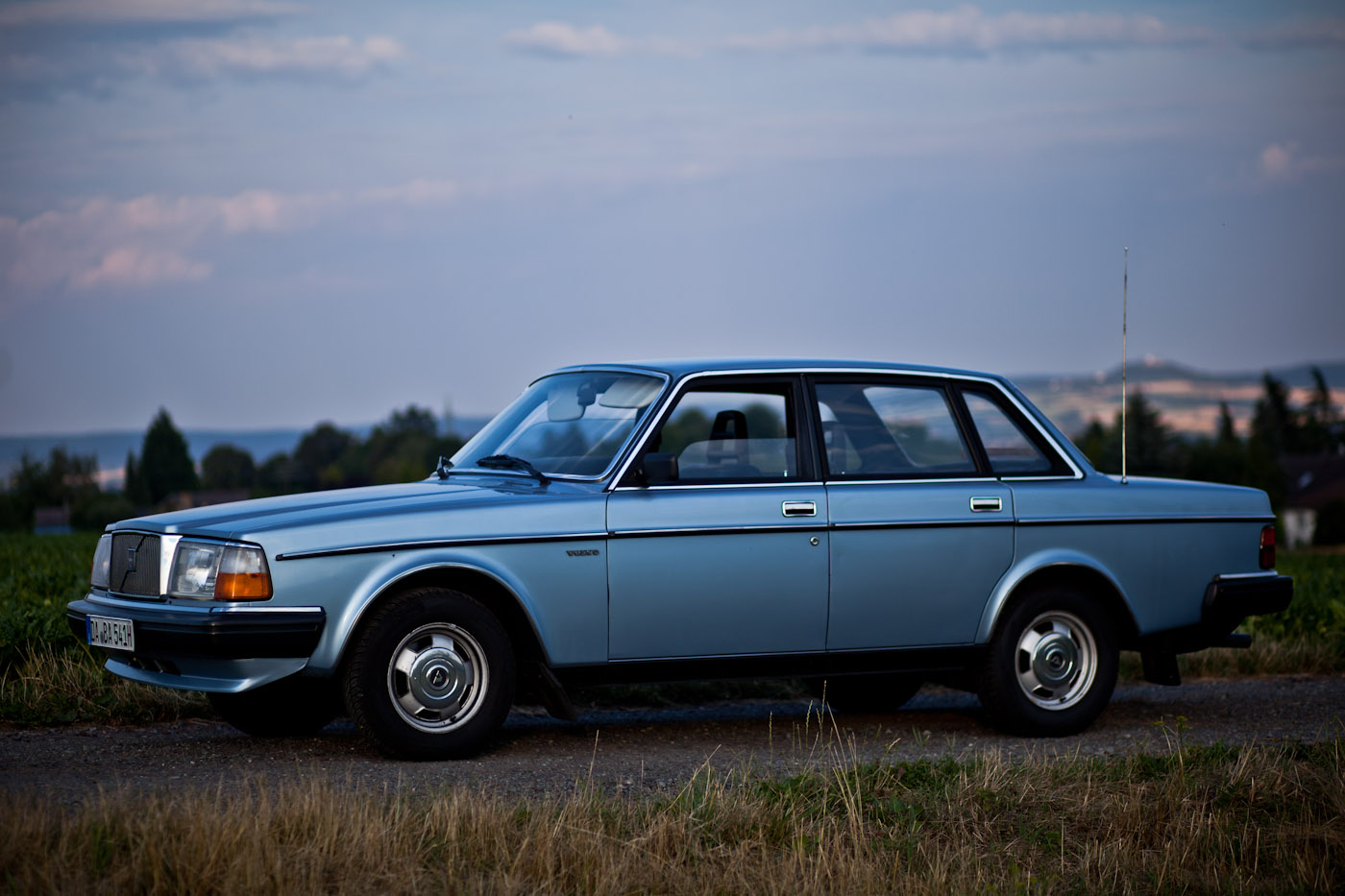
Volvo 264 med ny front, årsmodell 1981.
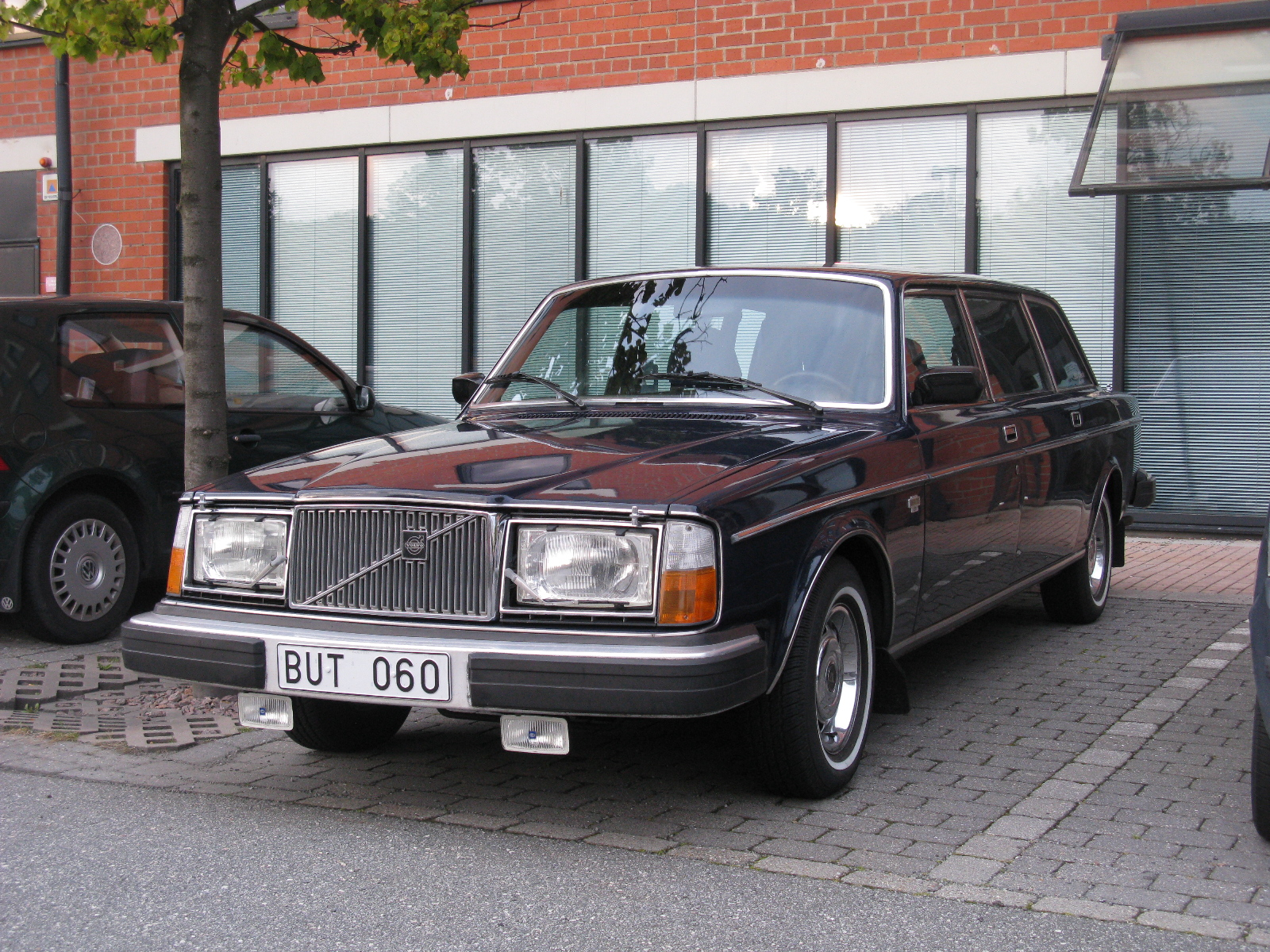
Volvo 264 TE. En 264 med förlängd kaross.